# Conseil économique transatlantique
Pour les articles homonymes, voir CET.
Le Conseil économique transatlantique (CET) est un organisme créé entre les États-Unis et l'Union européenne visant à coordonner l'harmonisation des réglementations et normes, et permettre l'intégration économique transatlantique.
Il a été établi par un accord signé le 30 avril 2007 à la Maison-Blanche par le président américain George W. Bush, le Président du Conseil européen Angela Merkel et le président de la Commission européenne José Manuel Barroso. Il est coprésidé par un représentant de l'union européenne (actuellement Karel De Gucht) et un représentant des États-Unis (Michael Froman).
Les comptes-rendus des réunions du CET sont disponibles sur le site internet de la commission européenne.
Le CET est aujourd'hui la seule instance de discussion « à haut niveau » entre l'Union européenne et les États-Unis.